# Hisao Kami
Hisao Kami (n. 28 iunie 1941) este un fost fotbalist japonez.

## Statistici
| Japonia | Japonia | Japonia |
| An      | Meciuri | Goluri  |
| ------- | ------- | ------- |
| 1964    | 1       | 0       |
| 1965    | 3       | 0       |
| 1966    | 5       | 0       |
| 1967    | 4       | 0       |
| 1968    | 2       | 0       |
| Total   | 15      | 0       |